# Moulé
Pour l’article ayant un titre homophone, voir Moullé.
Moulé est une localité située dans le département de Diébougou de la province de la Bougouriba dans la région Sud-Ouest au Burkina Faso. En 2006, cette localité comptait 198 habitants dont 53 % de femmes.

## Géographie
Moulé est proche du village voisin de Tiédia situé à 1 km à l'ouest.

## Santé et éducation
Le centre de soins le plus proche de Moulé est le centre médical avec antenne chirurgicale (CMA) de la province à Diébougou.
Le village ne possède pas d'école primaire, les élèves devant se rendre à Tiédia.